# 12117 Meagmessina
12117 Meagmessina è un asteroide della fascia principale. Scoperto nel 1999, presenta un'orbita caratterizzata da un semiasse maggiore pari a 2,4661364 UA e da un'eccentricità di 0,1772267, inclinata di 3,06568° rispetto all'eclittica.